# Episodi di Quell'uragano di figlia
La prima stagione della serie televisiva Quell'uragano di figlia (Shifting Gears), composta da 10 episodi, è stata trasmessa in prima visione assoluta negli Stati Uniti d'America su ABC dal 8 gennaio al 19 marzo 2025.
In Italia la stagione è stata distribuita sul servizio di streaming on demand Disney+ interamente il 9 luglio 2025.
| nº | Titolo originale | Titolo italiano   | Prima TV USA     | Pubblicazione Italia |
| -- | ---------------- | ----------------- | ---------------- | -------------------- |
| 1  | Restoration      | Restauro          | 8 gennaio 2025   | 9 luglio 2025        |
| 2  | Accomodations    | Sistemazioni      | 15 gennaio 2025  | 9 luglio 2025        |
| 3  | Job              | Lavoro            | 22 gennaio 2025  | 9 luglio 2025        |
| 4  | Grief            | Lutto             | 29 gennaio 2025  | 9 luglio 2025        |
| 5  | Jimmy            | Jimmy             | 5 febbraio 2025  | 9 luglio 2025        |
| 6  | Valentine's      | San Valentino     | 12 febbraio 2025 | 9 luglio 2025        |
| 7  | Picnic           | Picnic            | 26 febbraio 2025 | 9 luglio 2025        |
| 8  | Career           | Carriera          | 5 marzo 2025     | 9 luglio 2025        |
| 9  | Gummies          | Caramelle gommose | 12 marzo 2025    | 9 luglio 2025        |
| 10 | Kiss             | Bacio             | 19 marzo 2025    | 9 luglio 2025        |

## Restauro
- Titolo originale: Restoration
- Diretto da: John Pasquinn
- Scritto da: Julie Thacker e Scully e Mike Scully

### Trama
- Guest star: Cynthia Quiles (Frankie)
- Altri interpreti: Eileen Gonzales (conduttrice del notiziario)

## Sistemazioni
- Titolo originale: Accomodations
- Diretto da: John Pasquinn
- Scritto da: Bob Daily

### Trama
- Guest star: Brenda Song (Caitlin Baker), Cynthia Quiles (Frankie)
- Altri interpreti: Bianca Lopez (signora Esposito), Cesili Williams (mamma)

## Lavoro
- Titolo originale: Job
- Diretto da: John Pasquinn
- Scritto da: Jim Patterson

## Lutto
- Titolo originale: Grief
- Diretto da: Danielle Fishel
- Scritto da: Morgan Murphy

### Trama
- Guest star: Cynthia Quiles (Frankie)
- Altri interpreti: Felipe Esparza (Bob), Chelsea London Lloyd (Emma Foster)

## Jimmy
- Titolo originale: Jimmy
- Diretto da: Victor Gonzalez
- Scritto da: Kevin Hench

### Trama
- Guest star: Lucas Neff (Jimmy)

## San Valentino
- Titolo originale: Valentine's
- Diretto da: John Pasquinn
- Scritto da: Feraz Ozel

### Trama
- Special guest star: Nancy Travis (Charlotte)

## Picnic
- Titolo originale: Picnic
- Diretto da: John Pasquinn
- Scritto da: Michelle Nader e Saladin K. Patterson

### Trama
- Special guest star: Jenna Elfman (Eve Drake)
- Altri interpreti: Oriana Siphanoum (ballerina), Isaiah Morgan (adolescente)

## Carriera
- Titolo originale: Career
- Diretto da: John Pasquinn
- Scritto da: Maya Ayele e Clea DeCrane

### Trama
- Guest star: Nina Concepción (signora Doss)
- Altri interpreti: Tom Virtue (troll ricco), Liam Martinez (Owen), Kayla Melikian (Layla)

## Caramelle gommose
- Titolo originale: Gummies
- Diretto da: Victor Gonzalez
- Scritto da: Bob Daily

### Trama
- Special guest star: Jenna Elfman (Eve Drake)
- Guest star: Jay Leno (sè stesso), Cynthia Quiles (Frankie)
- Altri interpreti: Tate Birchmore (Ethan), Dylan Kento Curtis (Kyle)

## Bacio
- Titolo originale: Kiss
- Diretto da: John Pasquinn
- Scritto da: Jim Patterson (sceneggiatura); Ekaterina Vladimirova (storia)

### Trama
- Special guest star: Jenna Elfman (Eve Drake)
- Guest star: Lucas Neff (Jimmy), Cynthia Quiles (Frankie)